# Rocksmith 2014
Rocksmith 2014 es un simulador / videojuego de música producido por Ubisoft. Es un reemplazo del juego Rocksmith más actualizado, en lugar de una secuela o expansión. Su principal característica, al igual que la edición anterior, es que permite conectar virtualmente cualquier guitarra eléctrica o bajo y tocar.

## Lista de canciones
Aparte de las canciones incluidas en el juego, es posible de importar la mayoría de canciones de su predecesor Rocksmith.
| Canción                                   | Artista(s)                      | Año  |
| ----------------------------------------- | ------------------------------- | ---- |
| "Walk This Way"                           | Aerosmith                       | 1975 |
| "Stone"                                   | Alice in Chains                 | 2013 |
| "Knockin' on Heaven's Door"               | Bob Dylan                       | 1973 |
| "Ultra Soul"                              | B'z                             | 2001 |
| "The Chimera"                             | The Smashing Pumpkins           | 2012 |
| "Don't Look Back in Anger"                | Oasis                           | 1996 |
| "The Trooper"                             | Iron Maiden                     | 1983 |
| "Paranoid Android"                        | Radiohead                       | 1997 |
| "War Ensemble"                            | Slayer                          | 1990 |
| "Say It Ain't So"                         | Weezer                          | 1994 |
| "Thunder Kiss '65"                        | White Zombie                    | 1992 |
| "Sixteen Saltines"                        | Jack White                      | 2012 |
| "Losing My Religion"                      | R.E.M.                          | 1991 |
| "You Really Got Me"                       | The Kinks                       | 1964 |
| "Bat Country"                             | Avenged Sevenfold               | 2005 |
| "R U Mine?"                               | Arctic Monkeys                  | 2012 |
| "Blood and Thunder"                       | Mastodon                        | 2004 |
| "Wires"                                   | Red Fang                        | 2011 |
| "Rock and Roll All Nite"                  | Kiss                            | 1975 |
| "Love That's Gone"                        | La Sera                         | 2012 |
| "Cemetery Gates"                          | Pantera                         | 1990 |
| "Now"                                     | Paramore                        | 2013 |
| "Savior"                                  | Rise Against                    | 2009 |
| "Rotten Apple"                            | Screaming Females               | 2012 |
| "All I Wanna Do"                          | Splashh                         | 2013 |
| "Paint It, Black"                         | The Rolling Stones              | 1966 |
| "For a Fool"                              | The Shins                       | 2012 |
| "My Generation"                           | The Who                         | 1965 |
| "Wasteland"                               | EarlyRise                       | 2011 |
| "Black Magic"                             | Magic Wands                     | 2012 |
| "Sore Tummy"                              | PAWS                            | 2012 |
| "Knights of Cydonia"                      | Muse                            | 2006 |
| "No More Mr. Nice Guy"                    | Alice Cooper                    | 1973 |
| "Heart-Shaped Box"                        | Nirvana                         | 1993 |
| "Mary Jane's Last Dance"                  | Tom Petty and the Heartbreakers | 1993 |
| "We Are the Champions"                    | Queen                           | 1977 |
| "X-Kid"                                   | Green Day                       | 2013 |
| "My Own Summer (Shove It)"                | Deftones                        | 1997 |
| "Pour Some Sugar on Me"                   | Def Leppard                     | 1987 |
| "Brand New Kind of Blue"                  | Gold Motel                      | 2012 |
| "Cold Company"                            | Minus the Bear                  | 2012 |
| "Round and Round"                         | Ratt                            | 1984 |
| "The Spirit of Radio"                     | Rush                            | 1980 |
| "Go Further"                              | Tak Matsumoto                   | 1999 |
| "Stuck on a Wire Out on a Fence (Orange)" | The Dear Hunter                 | 2011 |
| "Machinehead"                             | Bush                            | 1996 |
| "Peace of Mind"                           | Boston                          | 1977 |
| "Satch Boogie"                            | Joe Satriani                    | 1987 |
| "Chompers"                                | Fang Island                     | 2012 |
| "Everlong"                                | Foo Fighters                    | 1997 |
| "Stay In"                                 | JAWS                            | 2012 |
| "Sweet Mountain River"                    | Monster Truck                   | 2013 |
| "Blitzkrieg Bop [Remastered Version]"     | Ramones                         | 1976 |
| "Every Breath You Take"                   | The Police                      | 1983 |
| "Hypnotize"                               | System of a Down                | 2005 |